# Miasta polskie w tysiącleciu
Miasta polskie w tysiącleciu – dwutomowa polska encyklopedia historyczno-geograficzna wydana w latach 60. w PRL  .

## Historia

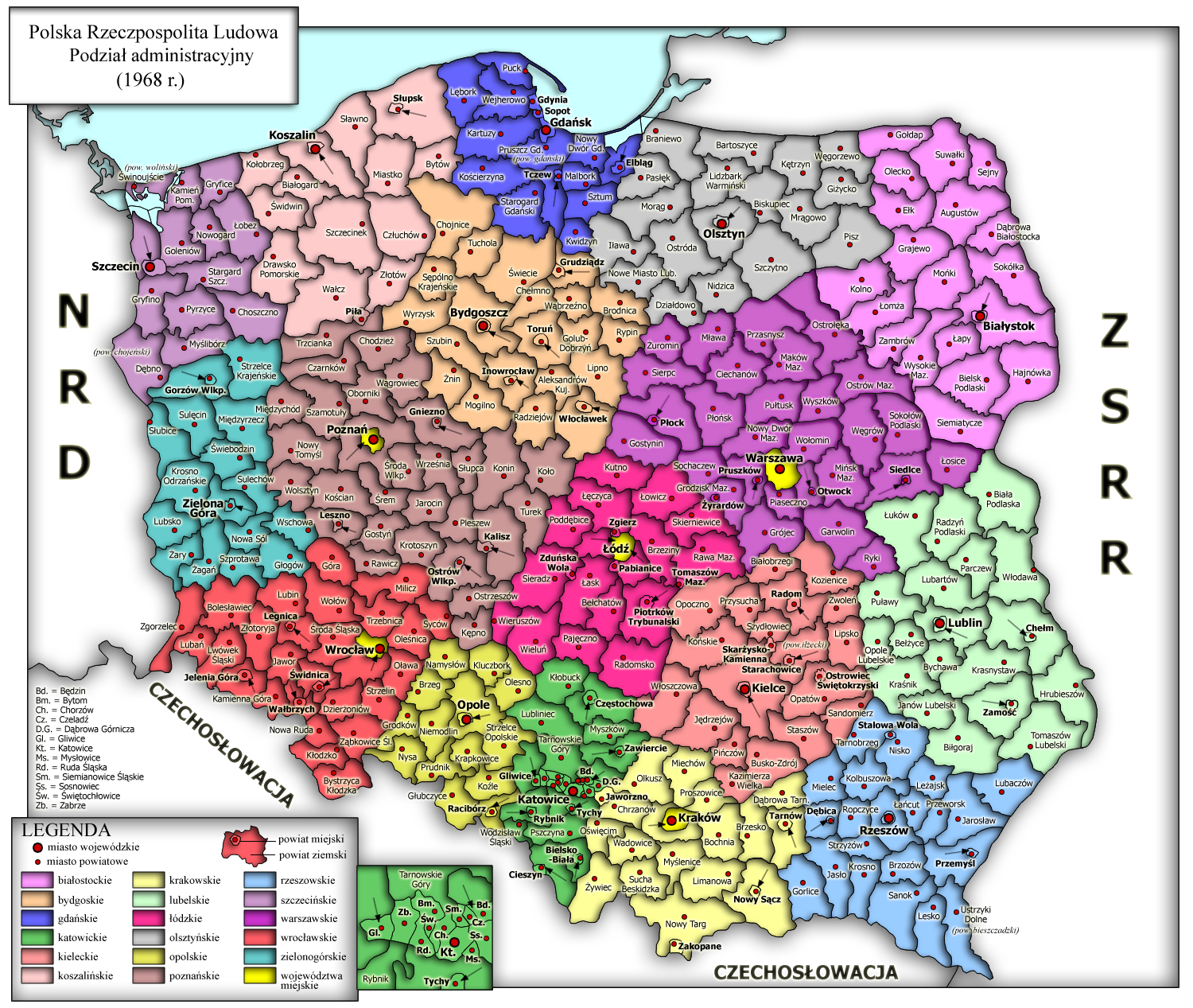
Podział administracyjny Polski (1957–1975) według, którego utworzono układ rozdziałów w publikacji

Praca została wydana z okazji jubileuszu Tysiąclecia Państwa Polskiego i pokazuje historię poszczególnych miast i województw w Polsce. Pełny tytuł publikacji brzmi „Miasta polskie w tysiącleciu. Historia miast polskich” .
Wydana została z inicjatywy Urzędu Rady Ministrów PRL, który zarządzeniem szefa tej rady powołał Komitet Redakcyjny. Komitet ten utworzył terenowe oddziały i postanowił "zaprosić do współpracy regionalnych badaczy i miłośników" historii .
W 1967 wydanie encyklopedii odnotował reportaż Polskiej Kroniki Filmowej, gdzie lektor poinformował o tym, że prace nad wydawnictwem trwały 6 lat. Pomimo długotrwałych prac wydawcy nie uniknęli błędów. Oba tomy zawierają wydrukowaną na ostatnich stronach erratę, a liczne błędy wytknęła wydawcom również krytyka prasowa.

## Zespół redakcyjny
Publikację opracował 25-osobowy zespół redakcyjny związany z Zakładem Narodowym im. Ossolińskich. Redaktorem naukowym wydawnictwa był Mateusz Siuchniński. Przewodniczącym redakcji był Stanisław Pazyra, a sekretarzem Edward Rączka. W komitecie redakcyjnym zasiadali: Stefan Andrzejewski, Stanisław Arnold, Marian Filip, Aleksander Gieysztor, Marian Haisig, Stanisław Herbst, Andrzej Rudziński, Michał Wąsowicz, Adam Wendel  .
Dokumentacją naukową herbów opracowali: Marian Haisig, Zygmunt Wdowiszewski, Marian Gumowski. Barwne plansze z herbami pod kierownictwem Leona Urbańskiego wykonał zespół: Jerzy Kozłowski, Janusz Ostaszyk, Hanna Puławska, Jan Sarnecki, Antoni Słociak  .

## Zawartość
Treść encyklopedii poprzedzają wstęp szefa Urzędu Rady Ministrów, ministra Janusza Wieczorka, przedmowa komitetu redakcyjnego, synteza dziejów miast polskich od czasów najstarszych do lat 60. PRL, opisy poszczególnych miast z zachowaniem podziału na województwa .
Opisy miast zgrupowano w rozdziałach według obowiązującego wówczas podziału administracyjnego z lat 1957–1975, ułożonych w układzie alfabetycznym .

## Krytyka
Krytyczna recenzja dzieła ukazała się w 1967 na łamach 3 numeru regionalnego czasopisma „Komunikaty Mazursko-Warmińskie” i dotyczyła głównie części dotyczącej Warmii i Mazur. Autor wytknął komitetowi redakcyjnemu szereg błędów wynikających z „zaniedbań edytorskich”, braku jednolitego schematu przedstawienia informacji oraz dowolność poszczególnych autorów w ich prezentacji. Skrytykował brak podpisów personalnych pod konkretnymi artykułami uniemożliwiających identyfikację autorską oraz zbyt ubogie opisanie okresu powojennego. Wytknął autorom chaotyzm faktograficzny powodujący „zamęt poznawczy u czytelników”, a także liczne niedokładności, przemilczenia oraz braki.

## Wydania
Encyklopedia wydana została w latach 1965–1967 w dwóch tomach w nakładzie 20 500 egzemplarzy. Zawierają one zarys historii miast w zarysie, liczne czarno-białe zdjęcia, kolorowe wklejki z herbami miast, skorowidz miejscowości, spis ważniejszej bibliografii, erratę. W obu tomach znajdują się liczne ilustracje, 119 tablic barwnych z herbami miejskimi, 18 map dołączonych luzem. Encyklopedia posiada układ alfabetyczny w obrębie działów, którymi są poszczególne województwa PRL:
- Tom I, 740 stron, kolorowe ilustracje, czarno-białe zdjęcia, 9 map, rozdziały: wstęp, historia miast polskich w zarysie, miasto stołeczne Warszawa, woj. białostockie, bydgoskie, gdańskie, katowickie, kieleckie, koszalińskie, krakowskie, lubelskie[1] ,
- Tom II, 700 stron, kolorowe ilustracje, czarno-białe zdjęcia, 9 map, rozdziały: woj. łódzkie, olsztyńskie, opolskie, poznańskie, rzeszowskie, szczecińskie, warszawskie, wrocławskie, zielonogórskie[2] .